# Raíces (álbum de Stravaganzza)
Raíces es el cuarto álbum de la banda madrileña Stravaganzza, sacado a la venta el 27 de abril de 2010. Consta de 13 canciones que combinan la fuerza del heavy metal con la suavidad del Metal Sinfónico. También añade elementos de Death Metal como los guturales bien marcados en la canción Felicidad Absurda. Su primer sencillo fue la canción Que te follen, y el segundo sencillo se titula Sin amar.

## Canciones
Cuestión De Fe: 4:09
Sigue la temática de “Deja de llorar” para levantar ánimos. El tema empieza con una solitaria batería seguida por un Leo cantando a susurros que pasará a unos tonos rabiosos con unos segundos de instrumentales con un solo.
Felicidad Absurda: 4:39
Empieza animada y tranquilo pero poco tarda en cambiar a guturales y una batería muy intensa seguida por unas voces limpias, para dar paso a unas letras melódicas, protagonistas a lo largo del disco.
Que Te Follen: 4:00
La música es épica, como una marcha muy orquestada. La letra habla sobre los malos tratos.
Sin Amar: 4:05 
El tema a tratar es el del amor, en concreto una mujer que no creía en el amor y sola siguiendo caminos sin sentido y solitaria.
Maldita Oscuridad: 4:34
Con unas guitarras muy activas, una batería de nuevo contundente y un Leo soltando agudos largos. La temática es de una persona que no valora lo que tiene y no sabe lo que hay que sufrir para conseguir las cosas. Un estribillo muy pegadizo y sencillo.
Impotencia II: 5:03
Versión del tema ‘’Impotencia” del anterior disco, con voces guturales.
Un Millón De Sueños: 4:44
Muy melódica, letra pegadiza y sencilla con un buen ritmo de piano, marcando las pautas de la canción.
Agonía: 4:16
Tema totalmente agónico, una música que se adapta (con unos teclados muy presentes) a la temática de la canción, la muerte. En concreto de una persona querida que está sufriendo y quiere morir.
La Tormenta: 4:04
Tema en que predominan los teclados. Líricamente habla de que si estás perdido la tormenta siempre te querrá arrastrar para hacerte fracasar pero siempre hay un rayo de esperanza.
La Cicatriz: 5:22
Pepe Herrero y Carlos Expósito en un tema que trata sobre los recuerdos y heridas del pasado.
Máquinas: 3:51
“Máquinas” es el antepenúltimo tema del disco.
Bucle: 4:51
Acercándonos al final tenemos “Bucle”, un tema que en su lírica trata de evitar ‘’tropezar dos veces con la misma piedra’’.
Raíces: 6:57
Finalmente encontramos “Raíces”, quizás el tema que más recuerde al anterior disco “Requiem”. Trata sobre volver a tiempos pasados, es decir, volver a tus raíces. Un tema sin muchos cambios bruscos de instrumentos.
- Datos: Q6100961